# Diocesi di Ermocapelia
La diocesi di Ermocapelia (in latino Dioecesis Hermocapeliensis) è una sede soppressa del patriarcato di Costantinopoli e una sede titolare della Chiesa cattolica.

## Storia
Ermocapelia, identificabile con Yahyaköy in Turchia, è un'antica sede episcopale della provincia romana della Lidia nella diocesi civile di Asia. Faceva parte del patriarcato di Costantinopoli ed era suffraganea dell'arcidiocesi di Sardi.
La diocesi è documentata nelle Notitiae Episcopatuum del patriarcato di Costantinopoli fino al XII secolo; nell'ultima Notitia la sede è conosciuta come "Ermocapelia o Irenopoli".
Di questa diocesi sono noti due soli vescovi: Teopisto, che prese parte al concilio di Nicea del 787; e Niceforo, che partecipò al concilio di Costantinopoli dell'879-880 che riabilitò il patriarca Fozio di Costantinopoli.
Dal 1933 Ermocapelia è annoverata tra le sedi vescovili titolari della Chiesa cattolica; il titolo finora non è stato assegnato.

## Cronotassi dei vescovi greci
- Teopisto † (menzionato nel 787)
- Niceforo † (menzionato nell'879)